# Blacus pisinnus
Blacus pisinnus är en stekelart som beskrevs av Van Achterberg 1988. Blacus pisinnus ingår i släktet Blacus och familjen bracksteklar. Inga underarter finns listade.